# Alternaria solani
O Alternaria solani é um fungo que ataca a família das solanáceas de forma global, provocando uma doença conhecida como alternariose, vulgarmente denominada de pinta preta ou mancha de alternaria.

## Etiologia
O fungo também é patogênico a outras solanáceas, sobrevivendo em restos de cultura, solo e outros hospedeiros. A infecção nas folhas pode ocorrer de forma assintomática, dependendo da atividade do tecido foliar, nível de adubação nitrogenada e idade. A alternância entre períodos secos e úmidos favorece o rápido desenvolvimento da doença, sendo mais severa em plantas com estresse hídrico ou nutricional.

## Sintomas
Ataca toda a parte aérea da planta, pecíolo e caule. Os sinais inicialmente são visíveis nas folhas mais velhas e baixas da planta, onde surgem pequenas manchas. Estas crescem posteriormente adquirindo um formato ovóide, de coloração escura e com zonas concêntricas características. Nos tubérculos, as lesões são escuras, de formato circular ou irregular e deprimidas.

## Controle
As medidas de controle são semelhantes a da requeima, pois ambas ocorrem muitas vezes simultaneamente. O uso de sementes de batatas sadias são fundamentais para o controle. Alguns cultivares nacionais como Aracy e Contenda tem resistência intermediaria porém, não dispensam o uso de fungicidas.